# 金律喜
金律喜（韓語：김율희，1997年11月27日—），韓國女歌手、女子組合LABOUM成員之一，是隊內的副唱、忙內、rapper。身高166cm，體重49kg。2014年8月28日以LABOUM成員身份於韩國正式出道，出道前為U-KISS與任昌丁所屬社NH Media的練習生。2017年11月3日，律喜以“有意離開演藝圈”為由，退出組合LABOUM。 隔年2018年1月與崔敏煥結婚，5月生下兒子。2020年2月再誕下雙胞胎女兒。2023年12月4日，律喜在其私人ig發表聲明，表示兩人已協議和平離婚，未來將以三個孩子的父母繼續相處。

## 家庭
在家中除了父母以外，是三個孩子中的老大，下有一弟一妹。
與前夫崔敏煥（2018年結婚-2023年離婚），育有一子（崔在律）兩女（崔雅允、崔雅琳）。

## 影视作品

### 参与客串的音乐录影带
| 年份 | 歌曲名         | 歌手       |
| 2013 | Standing Still | U-KISS     |
| 2013 | Inside of Me   | U-KISS     |
| 2013 | Open the Door  | 任昌丁     |
| 2016 | MS.BURGUNDY    | Sonnet Son |

### 综艺节目
| 年份 | 播出日期               | 电视台     | 节目名                           |
| 2014 | 11月30日               | KBS2       | 出发梦之队                       |
| 2015 | 12月14日               | KBS2       | 大国民脱口秀-你好                |
| 2016 | 4月10日                | KBS2       | 出发梦之队                       |
| 2016 | 4月13日                | MBC        | Weekly Idol                      |
| 2016 | 4月13日                | KBS2       | 维他命                           |
| 2016 | 6月20日 - 7月15日      | 熊猫TV     | K-POP Idol Secret Stage K.I.S.S! |
| 2016 | 8月31日                | ARIRANG TV | After School Club                |
| 2016 | 9月19日                | SBS        | 我爱偶像                         |
| 2016 | 11月29日 - 12月20日    | MBC        | LABOUM Project                   |
| 2018 | 12月5日- 2020年2月26日 | KBS2       | 做家務的男人們                   |
| 2019 | 4月25日                | KBS2       | 歡樂在一起（Happy Together）     |